# Сидоров, Владимир Анатольевич
Владимир Анатольевич Сидоров (род. 2 января 1952, Новый Любар, Житомирская область) — советский и украинский биолог, член-корреспондент НАН Украины (1992), член-корреспондент УААН, доктор биологических наук, главный научный сотрудник Института клеточной биологии и генетической инженерии НАН Украины.
Исследовательские интересы: разнообразные аспекты селекции, структуры и генетики растений и их клеток, использование культуры клеток для улучшения сельскохозяйственных растений.

## Награды
- Государственная премия УССР в области науки и техники (1989) — за цикл работ «Организация и экспрессия генетического материала в реконструированных клеточных системах»;
- Государственная премия СССР (1984) — за цикл работ «Разработка фундаментальных основ клеточной (генетической) инженерии растений»;
- Премия имени В. Я. Юрьева (1992).